# Santa María de los Ángeles (Jalisco)
Santa María de los Ángeles es una localidad del estado mexicano de Jalisco, cabecera del municipio homónimo.

## Geografía
El poblado de Santa María de los Ángeles se encuentra en la ubicación 22°10′25″N 103°13′30″O / 22.17361, -103.22500, a una altura aproximada de 1700 m s. n. m. La zona urbana ocupa una superficie de 1.307 km².

## Demografía
Según los datos registrados en el censo de 2020, la población de Santa María de los Ángeles es de 927 habitantes, lo que representa un decrecimiento promedio de -0.32% anual en el período 2010-2020 sobre la base de los 957 habitantes registrados en el censo anterior. Al año 2020 la densidad poblacional era de 709,5 hab/km².
| Gráfica de evolución demográfica de Santa María de los Ángeles entre 2000 y 2020 |
|                                                                                  |
| Fuente: Instituto Nacional de Estadística Geografía e Informática                |

En 2020 el 48.8% de la población (452 personas) eran hombres y el 51.2% (475 personas) eran mujeres. El 60.8% de la población, (564 personas), tenía edades comprendidas entre los 15 y los 64 años.
La población de Santa María de los Ángeles está mayoritariamente alfabetizada, (3.02% de personas mayores de 15 años analfabetas, según relevamiento del año 2020), con un grado de escolaridad en torno a los 9 años. 

El 97.2% de los habitantes de Santa María de los Ángeles profesa la religión católica.
En el año 2010 estaba clasificada como una localidad de grado bajo de vulnerabilidad social. Según el relevamiento realizado, 378 personas de 15 años o más no habían completado la educación básica, —carencia conocida como rezago educativo—, y 334 personas no disponían de acceso a la salud.

## Monumentos históricos
Se conservan algunos edificios de valor arquitectónico o histórico.
- Palacio Municipal
- El Molino
- Edificio "La Esmeralda"
- Parroquia de Nuestra Señora de los Ángeles
- Capilla del Hospital
- Acueducto "Los Arcos"
- Acueducto "Presa Vieja"
- Pintura Histórica "La Mona"